# Sugar (Flo Rida)
Sugar is een hiphop nummer van de Amerikaanse rapper Flo Rida. Het nummer wordt uitgebracht als tweede single van het album R.O.O.T.S. en is een samenwerking met de R&B-zangeres Wynter Gordon.
Het nummer leunt, net als voorganger Right Round, hevig op een sample van een reeds bestaand nummer. Dit keer is gekozen voor Blue (Da ba dee) van Eiffel 65, dat een hit was in 1999. Met Sugar scoort Flo Rida in Nederland zijn tweede Alarmschijf. In de Verenigde Staten belandde het nummer in de top 10, net als voorganger Right Round.

## Critici
Het nummer ontving gemengde kritieken. Recensenten waren negatief over het gebruik van de sample van Blue (Da ba dee), anderen reageerden hier juist positief op, door de geheel nieuwe draai die Flo Rida aan de sample gaf.

## Videoclip
De videoclip voor Sugar werd op 10 april 2009 opgenomen in South Beach, Florida. In de clip wordt Flo Rida onder verdoving gebracht door een vrouwelijke tandarts. Flo Rida droomt over het strand, waar hij mooie vrouwen voorbij ziet komen. Zodra als hij een vrouw wil aanspreken, vervaagt zijn droom, waarna het beeld terugkeert naar de tandartspraktijk. Hier is de tandarts te zien die de broek van de rapper losknoopt. De droomsituatie herhaalt zich en houdt weer op wanneer Flo Rida actie wil ondernemen. Wanneer het nummer afloopt wordt Flo Rida uit zijn narcose gehaald. Wanneer hij wil weglopen dirigeert de tandarts hem echter terug naar binnen, met een veelbetekenende blik op haar gezicht.

## Hitnotering
| "Sugar" in de Nederlandse Top 40 - binnen: 27-06-2009 | "Sugar" in de Nederlandse Top 40 - binnen: 27-06-2009 | "Sugar" in de Nederlandse Top 40 - binnen: 27-06-2009 | "Sugar" in de Nederlandse Top 40 - binnen: 27-06-2009 | "Sugar" in de Nederlandse Top 40 - binnen: 27-06-2009 | "Sugar" in de Nederlandse Top 40 - binnen: 27-06-2009 | "Sugar" in de Nederlandse Top 40 - binnen: 27-06-2009 | "Sugar" in de Nederlandse Top 40 - binnen: 27-06-2009 | "Sugar" in de Nederlandse Top 40 - binnen: 27-06-2009 | "Sugar" in de Nederlandse Top 40 - binnen: 27-06-2009 | "Sugar" in de Nederlandse Top 40 - binnen: 27-06-2009 |
| Week                                                  | 1                                                     | 2                                                     | 3                                                     | 4                                                     | 5                                                     | 6                                                     | 7                                                     | 8                                                     | 9                                                     | 10                                                    |
| ----------------------------------------------------- | ----------------------------------------------------- | ----------------------------------------------------- | ----------------------------------------------------- | ----------------------------------------------------- | ----------------------------------------------------- | ----------------------------------------------------- | ----------------------------------------------------- | ----------------------------------------------------- | ----------------------------------------------------- | ----------------------------------------------------- |
| Nummer                                                | 25                                                    | 18                                                    | 13                                                    | 16                                                    | 14                                                    | 20                                                    | 23                                                    | 24                                                    | 35                                                    | uit                                                   |

| "Sugar" in de Vlaamse Ultratop 50 - binnen: 04-07-2009 | "Sugar" in de Vlaamse Ultratop 50 - binnen: 04-07-2009 | "Sugar" in de Vlaamse Ultratop 50 - binnen: 04-07-2009 | "Sugar" in de Vlaamse Ultratop 50 - binnen: 04-07-2009 | "Sugar" in de Vlaamse Ultratop 50 - binnen: 04-07-2009 | "Sugar" in de Vlaamse Ultratop 50 - binnen: 04-07-2009 |
| Week                                                   | 1                                                      | 2                                                      | 3                                                      | 4                                                      |                                                        |
| ------------------------------------------------------ | ------------------------------------------------------ | ------------------------------------------------------ | ------------------------------------------------------ | ------------------------------------------------------ | ------------------------------------------------------ |
| Nummer                                                 | 40                                                     | 45                                                     | 50                                                     | 42                                                     | uit                                                    |